# Alireza Haghi
Alireza Haghi, né le 8 février 1979, est un coureur cycliste iranien. Il est double champion d'Iran du contre-la-montre (en 2012 et 2014).

## Biographie
En mai 2016, il est contrôlé positif à la testostérone sur le Tour d'Iran - Azerbaïdjan et est suspendu quatre ans.

## Palmarès sur route

### Par années
- 1999
  - 3e du championnat d'Iran sur route
- 2005
  - 4e étape du Tour of Milad du Nour
  - 3e du championnat d'Iran du contre-la-montre
- 2006
  - 6e étape du Kerman Tour
  - 3e du championnat d'Iran du contre-la-montre
  -  Médaillé d'argent du contre-la-montre par équipes aux Jeux asiatiques
- 2009
  - 2e étape du Premier League Iran 2
- 2010
  - 2e du championnat d'Iran du contre-la-montre
- 2011
  - 2e du championnat d'Iran du contre-la-montre
- 2012
  -  Champion d'Iran du contre-la-montre
  - 2e étape du Premier League Iran 1
- 2014
  -  Champion d'Iran du contre-la-montre
- 2015
  - 2e du championnat d'Iran du contre-la-montre
- 2016
  -  Médaillé de bronze du championnat d'Asie du contre-la-montre

### Classements mondiaux
| Année           | 2005 | 2006 | 2007 | 2008 | 2009 | 2010 | 2011 | 2012 | 2013 | 2014 |
| --------------- | ---- | ---- | ---- | ---- | ---- | ---- | ---- | ---- | ---- | ---- |
| UCI Asia Tour   | 128e | 66e  | 259e | 337e | 176e | 106e | 78e  |      | 224e | 210e |
| UCI Europe Tour |      | 897e |      |      |      |      |      |      |      |      |

## Palmarès sur piste

### Championnats d'Asie
- Maebashi 1999
  -  Champion d'Asie de l'américaine (avec Moezeddin Seyed Rezaei)
  -  Médaillé de bronze de la poursuite par équipes
- Kaohsiung-Taichung 2001
  -  Médaillé d'argent de l'américaine
- Bangkok 2002
  -  Médaillé d'argent de la poursuite par équipes
- Changwon 2003
  -  Champion d'Asie de poursuite individuelle
  -  Médaillé d'argent de la poursuite par équipes
  -  Médaillé de bronze du scratch
- Yokkaichi 2004
  -  Médaillé d'argent de la poursuite par équipes
  -  Médaillé de bronze de la poursuite individuelle
- Ludhiana 2005
  -  Médaillé d'argent de la poursuite par équipes
- Kuala Lumpur 2006
  -  Médaillé d'argent de la poursuite par équipes
- Bangkok 2007
  -  Médaillé d'argent de la poursuite par équipes
- Tenggarong 2009
  -  Médaillé d'argent de la poursuite par équipes
- Kuala Lumpur 2012
  -  Médaillé d'argent de la poursuite individuelle
- New Dehli 2013
  -  Médaillé de bronze de la poursuite individuelle
  -  Médaillé de bronze de l'américaine

### Jeux asiatiques
- Pusan 2002
  -  Médaillé d'argent de la poursuite par équipes

### Championnats du monde Elites B
- Aigle 2003
  -  Champion du monde de poursuite individuelle

### Championnats nationaux
- 2014
  - 3e du championnat d'Iran de poursuite
  - 3e du championnat d'Iran de course aux points
- 2015
  - 2e du championnat d'Iran de poursuite